# Grand Prix Formule 1 van Frankrijk 1997
De Grand Prix Formule 1 van Frankrijk 1997 werd gehouden op 29 juni 1997 op Magny-Cours.

## Verslag
Michael Schumacher vertrok vanop de pole-position en leidde in de eerste bocht voor Heinz-Harald Frentzen. Het was een race waarin niet veel gebeurde tot aan het eind van de race regen voor wat uitstapjes naast de baan zorgde. Ook Schumacher ging even van de baan, maar hij wist aan de leiding te blijven. Hij won dan ook de race, voor Frentzen, Eddie Irvine, Jacques Villeneuve en Jean Alesi. Ralf Schumacher pakte het laatste puntje doordat Michael hem in de laatste ronde voorbij had gelaten, waardoor hij nog een rondje extra kon rijden. In die ronde duwde Alesi David Coulthard van de baan waardoor Ralf zesde werd.  Villeneuve deed in de laatste bocht nog een wanhoopspoging om Irvine in te halen, maar spinde hierbij bijna de pitsstraat in.

## Uitslag
| Positie | Nummer | Rijder                | Team              | Ronden | Tijd/Opgave         | Startplaats | Punten |
| ------- | ------ | --------------------- | ----------------- | ------ | ------------------- | ----------- | ------ |
| 1       | 5      | Michael Schumacher    | Ferrari           | 72     | 1:38:50.492         | 1           | 10     |
| 2       | 4      | Heinz-Harald Frentzen | Williams-Renault  | 72     | +23.537             | 2           | 6      |
| 3       | 6      | Eddie Irvine          | Ferrari           | 72     | +1:14.801           | 5           | 4      |
| 4       | 3      | Jacques Villeneuve    | Williams-Renault  | 72     | +1:21.784           | 4           | 3      |
| 5       | 7      | Jean Alesi            | Benetton-Renault  | 72     | +1:22.735           | 8           | 2      |
| 6       | 11     | Ralf Schumacher       | Jordan-Peugeot    | 72     | +1:29.871           | 3           | 1      |
| 7       | 10     | David Coulthard       | McLaren-Mercedes  | 71     | Botsing             | 9           |        |
| 8       | 16     | Johnny Herbert        | Sauber-Petronas   | 71     | +1 Ronde            | 14          |        |
| 9       | 12     | Giancarlo Fisichella  | Jordan-Peugeot    | 71     | +1 Ronde            | 11          |        |
| 10      | 14     | Jarno Trulli          | Prost-Mugen-Honda | 70     | +2 Rondes           | 6           |        |
| 11      | 20     | Ukyo Katayama         | Minardi-Hart      | 70     | +2 Rondes           | 21          |        |
| 12      | 1      | Damon Hill            | Arrows-Yamaha     | 69     | +3 Rondes           | 17          |        |
| NF      | 19     | Mika Salo             | Tyrrell-Ford      | 61     | Elektrisch probleem | 19          |        |
| NF      | 8      | Alexander Wurz        | Benetton-Renault  | 60     | Spin                | 7           |        |
| NF      | 2      | Pedro Diniz           | Arrows-Yamaha     | 58     | Spin                | 16          |        |
| NF      | 17     | Norberto Fontana      | Sauber-Petronas   | 40     | Spin                | 20          |        |
| NF      | 22     | Rubens Barrichello    | Stewart-Ford      | 36     | Motor               | 13          |        |
| NF      | 23     | Jan Magnussen         | Stewart-Ford      | 33     | Remmen              | 15          |        |
| NF      | 9      | Mika Häkkinen         | McLaren-Mercedes  | 18     | Motor               | 10          |        |
| NF      | 18     | Jos Verstappen        | Tyrrell-Ford      | 15     | Spin                | 18          |        |
| NF      | 15     | Shinji Nakano         | Prost-Mugen-Honda | 7      | Spin                | 12          |        |
| NF      | 21     | Tarso Marques         | Minardi-Hart      | 5      | Motor               | 22          |        |

## Wetenswaardigheden
- Jarno Trulli verving bij Prost de geblesseerde Olivier Panis. Trulli werd bij Minardi vervangen door Tarso Marques.
- Norberto Fontana verving bij Sauber Gianni Morbidelli die aan de kant moest blijven met een gebroken arm.

## Statistieken
| Pole-position | Michael Schumacher | Ferrari | 1:14.548 |
| Snelste ronde | Michael Schumacher | Ferrari | 1:17.910 |

## Noot
- Dit was het debuut van de Argentijnse coureur Norberto Fontana.
- Tiende Grand Prix-start voor een Deense coureur.
- Dit was de 25ste Grand Prix-winst voor Michael Schumacher.

1906 · 1907 · 1908 · 1912 · 1913 · 1914 · 1921 · 1922 · 1923 · 1924 · 1925 · 1926 · 1927 · 1928 · 1929 · 1930 · 1931 · 1932 · 1933 · 1934 · 1935 · 1936 · 1937 · 1938 · 1939 · 1947 · 1948 · 1949 · 1950 · 1951 · 1952 · 1953 · 1954 · 1956 · 1957 · 1958 · 1959 · 1960 · 1961 · 1962 · 1963 · 1964 · 1965 · 1966 · 1967 · 1968 · 1969 · 1970 · 1971 · 1972 · 1973 · 1974 · 1975 · 1976 · 1977 · 1978 · 1979 · 1980 · 1981 · 1982 · 1983 · 1984 · 1985 · 1986 · 1987 · 1988 · 1989 · 1990 · 1991 · 1992 · 1993 · 1994 · 1995 · 1996 · 1997 · 1998 · 1999 · 2000 · 2001 · 2002 · 2003 · 2004 · 2005 · 2006 · 2007 · 2008 · 2018 · 2019 · 2021 · 2022